# Muntele Qasioun
Muntele Qasioun (în arabă جَبَلٌ قَاسِيُونَ, transliterated as Jabal Qāsiyūn) este un munte cu vedere la orașul Damasc, Siria. Are o serie de restaurante, din care poate fi vizualizat întregul oraș. Pe măsură ce orașul s-a extins de-a lungul anilor, unele cartiere au fost înființate la poalele muntelui. Cel mai înalt punct al său este de 1.151 metri (3.776 ft).
Muntele a fost puternic înrădăcinat cu forțele guvernamentale siriene de la începutul Războiului Civil Sirian, deoarece este un loc strategic în bătălia pentru periferia Damascului.
Muntele găzduiește, de asemenea, o specie endemică de iris, Iris damascena, care se găsește pe pantele estice abrupte, la o altitudine de 1.200 m (3.900 ft) deasupra nivelului mării. Guvernul sirian nu a acordat speciei niciun statut protejat. Singurul său factor benefic a fost faptul că o parte din habitatul speciei se află într-o zonă militară din apropierea „Bazei Militare a Gărzilor Republicane Qassioun” și a altor facilități militare, ceea ce împiedică accesul civililor în zonă. Baza și abruptitatea habitatului împiedică, de asemenea, construcția sau dezvoltarea, dar este încă clasificată ca „Pe cale de dispariție critică”.

## Etimologie
Termenul Qasioun ar putea însemna „dur și uscat” în limba siriacă, care este caracteristica muntelui stâncos gol care nu are iarbă, verdeață sau apă.